# Kristian Osvald Viderø

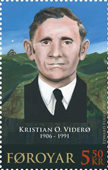
Kristian Osvald Viderø.

Kristian Osvald Viderø, född 27 maj 1906 i Skálavík, död 8 april 1991 i Köpenhamn, var en färöisk diktare, kyrkoherde och bibelöversättare.
Kristian arbetade som fiskare tills han reste till Köpenhamn för att studera teologi vid Köpenhamns universitet år 1941 och efter Jacob Dahls död år 1944 fortsatte han översättningen av det Gamla testamentet till färöiska. Han tog år 1985 emot Färöarnas litteraturpris för övriga kulturella verk.